# Compus de trei cuburi
În geometrie compusul de trei cuburi este un compus poliedric uniform, format din trei cuburi aranjate într-o simetrie octaedrică. A fost descris în lucrările lor de Max Brückner și M. C. Escher.

## Istoric
Acest compus apare în cartea lui Max Brückner Vielecke und Vielflache (1900),  și în litografia Cascada (1961) de M. C. Escher, care a aflat despre asta din cartea lui Brückner. Dualul său, compusul din trei octaedre, formează imaginea centrală într-o litografie anterioară a lui Escher, Stars.
În manuscrisul De quinque corporibus regularibus din secolul al XV-lea, Piero della Francesca include un desen al unui octaedru circumscris în jurul unui cub, cu opt laturi ale cubului situate pe cele opt fețe ale octaedrului. Trei cuburi înscrise în acest fel într-un singur octaedru ar forma compusul din trei cuburi, dar della Francesca nu descrie compusul.

## Construcție
Acest compus poate fi construit prin suprapunerea a trei cuburi identice și apoi rotirea fiecăruia cu 45° în jurul unei axe separate (care trece prin centrele a două fețe opuse).

## Mărimi asociate

### Coordonate carteziene
Coordonatele carteziene ale vârfurilor acestui compus sunt date de toate permutările lui
{\displaystyle (\,\pm {\sqrt {2}},\,\pm 1,\,0\,).}

### Volum
Următoarea formulă pentru volum V este stabilită pentru lungimea laturilor tuturor poligoanelor (care sunt regulate) a:
{\displaystyle V=3\,a^{3}=3,000000~a^{3}.}